# Fichous
Pour les articles homonymes, voir Fichous.
Fichous est une ancienne commune française du département des Pyrénées-Atlantiques. Le 22 mars 1842, la commune fusionne avec Riumayou pour former la nouvelle commune de Fichous-Riumayou.

## Géographie
Le village est situé au nord-est du département, au nord du Béarn et de la ville de Pau, éloignée de vingt-cinq kilomètres.

## Toponymie
Le toponyme Fichous apparaît sous les formes 
Fixoos (XIIe siècle, d'après Pierre de Marca), 
Fixos (1513, notaires de Garos), 
Fixous (1675, réformation de Béarn), 
Fichoux (carte de Cassini) et 
Fichons (1801, Bulletin des Lois).

## Histoire
Paul Raymond note que Fichous faisait autrefois partie de la Chalosse.
En 1385, Riumayou dépendait du bailliage de Garos et comptait quatorze feux.

## Démographie
| 1793 | 1800 | 1806 | 1821 | 1831 | 1836 |
| ---- | ---- | ---- | ---- | ---- | ---- |
| 145  | 138  | 142  | 152  | 140  | 184  |

## Pour approfondir